# Battaglia in Alsazia
La battaglia in Alsazia (combattuta molto probabilmente nei dintorni di Mulhouse) costituì il primo importante scontro tra Gaio Giulio Cesare e le popolazioni germaniche comandate dal principe suebo, Ariovisto (58 a.C.). Cesare riuscì, come in altre occasioni, a battere un esercito in numero nettamente maggiore del suo, e questo, oltre ad accrescerne il prestigio, gli permise di continuare la sua opera di sottomissione dell'intera Gallia.

## Contesto storico
Il Sud della Gallia era già da circa 70 anni sotto il dominio romano (Gallia Narbonense), quando Cesare ne divenne il suo governatore. Il condottiero romano era interessato ad ampliare i confini di Roma (ma soprattutto il suo prestigio) e per questo non si fece scappare l'occasione offertagli dalla migrazione degli Elvezi.
Questi ultimi occupavano il territorio dell'Altipiano svizzero, ma nel 58 a.C. decisero di migrare in massa, perché pressati dai vicini Germani (al di là di Danubio e Reno, e dalla recente invasione delle popolazioni suebe guidate da Ariovisto. Bruciarono così tutti i loro villaggi e si misero in marcia verso le terre dei Santoni, nella parte sud-occidentale della Gallia.
Il percorso che avevano stabilito avrebbe dovuto transitare in territorio romano, nelle terre degli Allobrogi. Gli Elvezi chiesero il permesso di attraversare il territorio romano, ma ottennero un netto rifiuto dopo aver atteso una risposta dal proconsole, Cesare, per due settimane sulle rive del fiume Rodano di fronte a Ginevra (era il 13 aprile). Cesare temeva che, una volta attraversato il territorio romano, potessero lasciarsi andare ad azioni di saccheggio. Gli Elvezi furono così costretti a chiedere il permesso di passaggio ai vicini Sequani che, grazie all'intercessione dell'eduo Dumnorige, accettarono.
A quel punto Cesare (che disponeva solo di una legione), avrebbe potuto disinteressarsi della vicenda, ma cercava solo il pretesto per intervenire in Gallia. Tornò nella vicina provincia della Gallia cisalpina, dove recuperò le tre legioni di stanza ad Aquileia, ed arruolate altre due nuove legioni (la XI e XII), tornò in Gallia a marce forzate.
Finalmente ricevette la richiesta d'aiuto, che aspettava per poter intervenire. Gli Edui, popolo amico ed alleato del popolo romano, chiese l'intervento armato romano a causa dei continui saccheggi compiuti dagli Elvezi al loro passaggio nei loro territori. Cesare aveva ora, il pretesto, per poterli attaccare in modo legale ed ineccepibile anche agli occhi del Senato romano.
Mosse così contro di loro e riuscì a batterli in una serie di scontri militari (vedi: battaglia di Genava, battaglia del fiume Arar e battaglia di Bibracte). Terminata la guerra con gli Elvezi, quasi tutti i popoli della Gallia mandarono ambasciatori a Cesare per congratularsi della vittoria e chiesero di poter indire, per un giorno stabilito, un'assemblea di tutta la Gallia con il consenso dello stesso Cesare.
L'approvazione dell'assemblea fu solo un pretesto per il generale romano. Egli, infatti, desiderava incontrarsi con le popolazioni della Gallia, in modo da ottenerne il permesso per intervenire legalmente in loro difesa contro gli invasori germanici di Ariovisto.
(Cesare, De bello Gallico, I, 31,1-4.)
Dopo le migrazioni di Cimbri e Teutoni, i Galli si erano confederati sotto la guida degli Arverni del Massiccio Centrale, a capo dei quali vi era il nobile Celtillo. Ma dopo che quest'ultimo fu condannato a morte dal suo stesso popolo per aver tentato di restaurare la monarchia e diventare re, gli altri popoli si liberarono dell'egemonia arverna, mentre le discordie divamparono nuovamente in Gallia. E proprio con lo scopo di riaffermare la loro supremazia in Gallia, gli Arverni si allearono dapprima coi Sequani e poi con il germanico Ariovisto.
Sembra infatti che Ariovisto avesse varcato il Reno attorno al 72 a.C., insieme alle popolazioni sveve provenienti dalle vallate dei fiumi Neckar e Meno. Nel corso degli anni le popolazioni germaniche che avevano passato il Reno erano cresciute in numero fino a raggiungere rapidamente le 120 000 unità.

Il resoconto di Cesare prosegue raccontando che, una volta insediatosi Ariovisto in Gallia, 
(Cesare, De bello Gallico, I, 31, 6-10.)

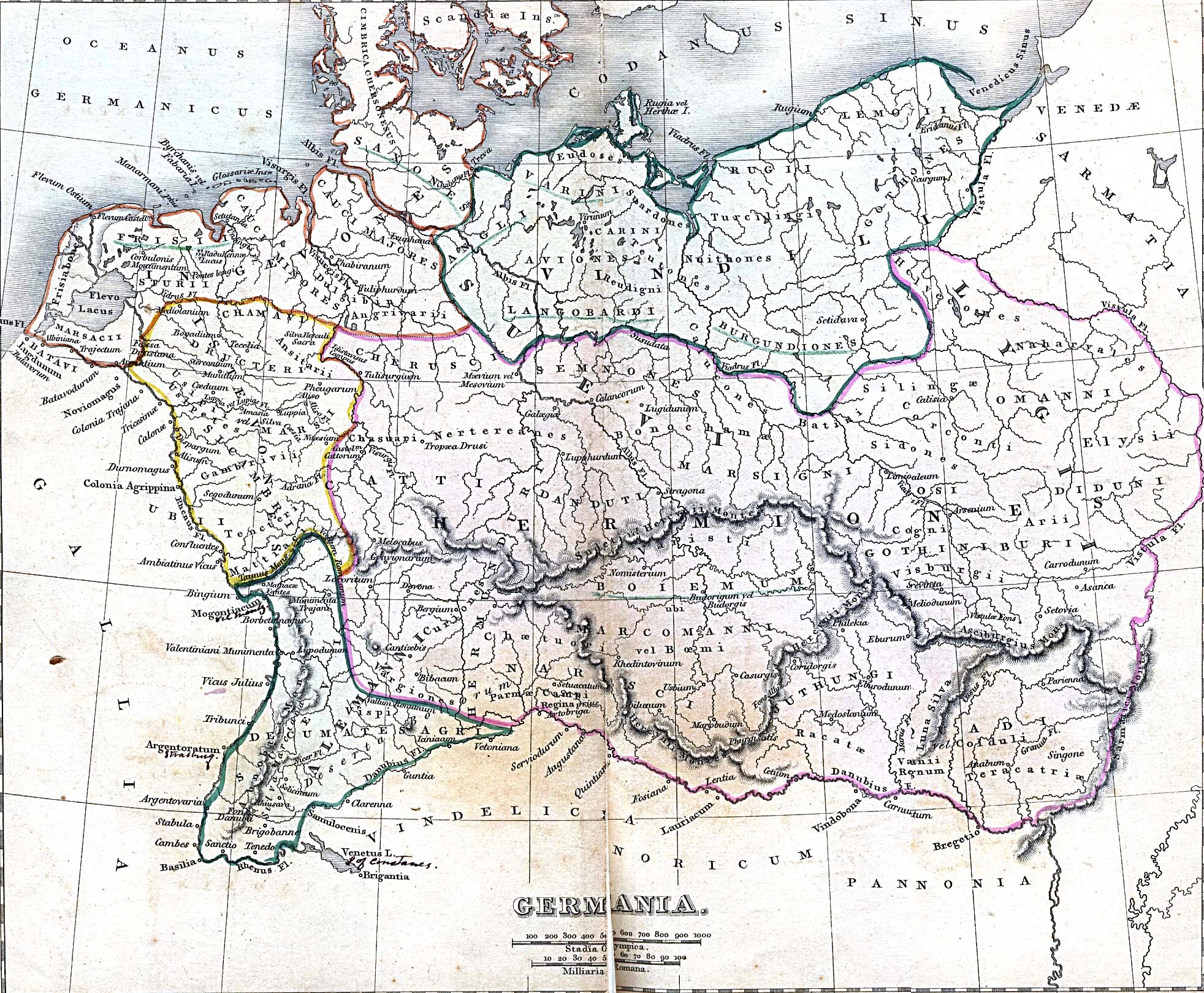
La Germania Magna in una carta del XIX secolo.

I Sequani, in seguito a tali eventi ed alla crescente arroganza del re germanico Ariovisto, avevano deciso di unire le forze ai vicini Edui e, dimenticando i passati rancori, di combattere insieme il comune nemico. Il 15 marzo 60 a.C., fu infatti combattuta una sanguinosa ed epica battaglia presso Admagetobriga tra Celti e Germani: ad avere la peggio furono le forze galliche.
In seguito a questi fatti, gli Edui avevano inviato ambasciatori a Roma per chiedere aiuto. Il Senato decise di intervenire e convinse Ariovisto a sospendere le sue conquiste in Gallia; in cambio gli offrì, su proposta dello stesso Cesare (che era console nel 59 a.C.), il titolo di rex atque amicus populi romani ("re ed amico del popolo romano"). Ariovisto, però, continuò a molestare i vicini Galli con crescente crudeltà e superbia, tanto da indurli a chiedere un aiuto militare allo stesso Cesare. L'unica alternativa, sostenevano, era per loro un'emigrazione in terre lontane, come avevano fatto in precedenza gli stessi Elvezi. Cesare era l'unico che poteva impedire ad Ariovisto di far attraversare il Reno da una massa ancor maggiore di Germani, e soprattutto poteva difendere tutta la Gallia dalla prepotenza del re germanico.

## La battaglia

### Preludio
Cesare, appresi questi fatti, decise che si sarebbe preso cura del problema. Egli nutriva grande speranza nel fatto che Ariovisto, indotto dai benefici che in passato aveva ricevuto dallo stesso Cesare, avrebbe posto fine alla persecuzione nei confronti delle popolazioni celtiche. Cesare, in effetti, riteneva che sarebbe stato pericoloso, in futuro, continuare a permettere ai Germani di passare il Reno ed entrare in Gallia in gran numero. Temeva che, una volta occupata tutta la Gallia, i Germani avrebbero potuto invadere la Provincia Narbonese e poi l'Italia stessa, come in passato era avvenuto con l'invasione di Cimbri e Teutoni. Erano motivi sufficienti per inviare ambasciatori ad Ariovisto e chiedergli un colloquio a metà strada; il capo germanico rispose che era Cesare a doversi recare da lui, nel caso in cui avesse avuto bisogno di chiedergli qualcosa. Ariovisto rivendicava, inoltre, il suo diritto a rimanere in Gallia, poiché l'aveva vinta in guerra. Cesare, stizzito dalla risposta di Ariovisto e dalla mancata disponibilità ad incontrarsi a metà strada, gli rispose che sarebbe stato considerato in perpetuo amico del popolo romano, se solo si fosse attenuto alle seguenti richieste:
- non trasferire più, in Gallia, oltre il Reno, altri popoli germanici;
- restituire gli ostaggi sottratti agli Edui, dando il permesso di fare ciò anche ai Sequani;
- non provocare a nuova guerra gli Edui ed i loro alleati.

In caso contrario non avrebbe trascurato i torti fatti agli Edui. La risposta di Ariovisto non si fece attendere: senza alcun timore, sfidò Cesare a battersi con lui quando lo desiderava, ricordandogli il valore delle sue truppe, mai sconfitte fino a quel momento.
Intanto, nuove tribù germaniche (Arudi e Svevi), alleate di Ariovisto, cominciarono a passare il Reno, riversandosi in Gallia nelle terre di Edui e Treviri. Cesare decise, quindi, di muovere contro il nemico nel più breve tempo possibile, procurandosi le vettovaglie necessarie alla nuova campagna.
Dopo tre soli giorni di marcia, Cesare venne a sapere che Ariovisto si era mosso dai suoi territori e puntava su Vesonzio (l'odierna Besançon), la città più importante dei Sequani, per occuparla e sottrarre tutto ciò che gli fosse utile alla guerra: frumento e armi. Cesare non poteva concedere un simile vantaggio al nemico: accelerò il passo dei suoi legionari e percorse nel minor tempo possibile il tragitto, con marce diurne ed anche notturne, al fine di sottrarre questo importante oppidum gallico ad Ariovisto. L'impresa riuscì e, una volta occupata la città e prelevato l'occorrente per il suo esercito, vi collocò una guarnigione a sua difesa. E mentre Cesare soggiornava in questa città per provvedere agli approvvigionamenti (con il contributo anche dei vicini Leuci e Lingoni), l'esercito germanico continuava la sua avanzata.

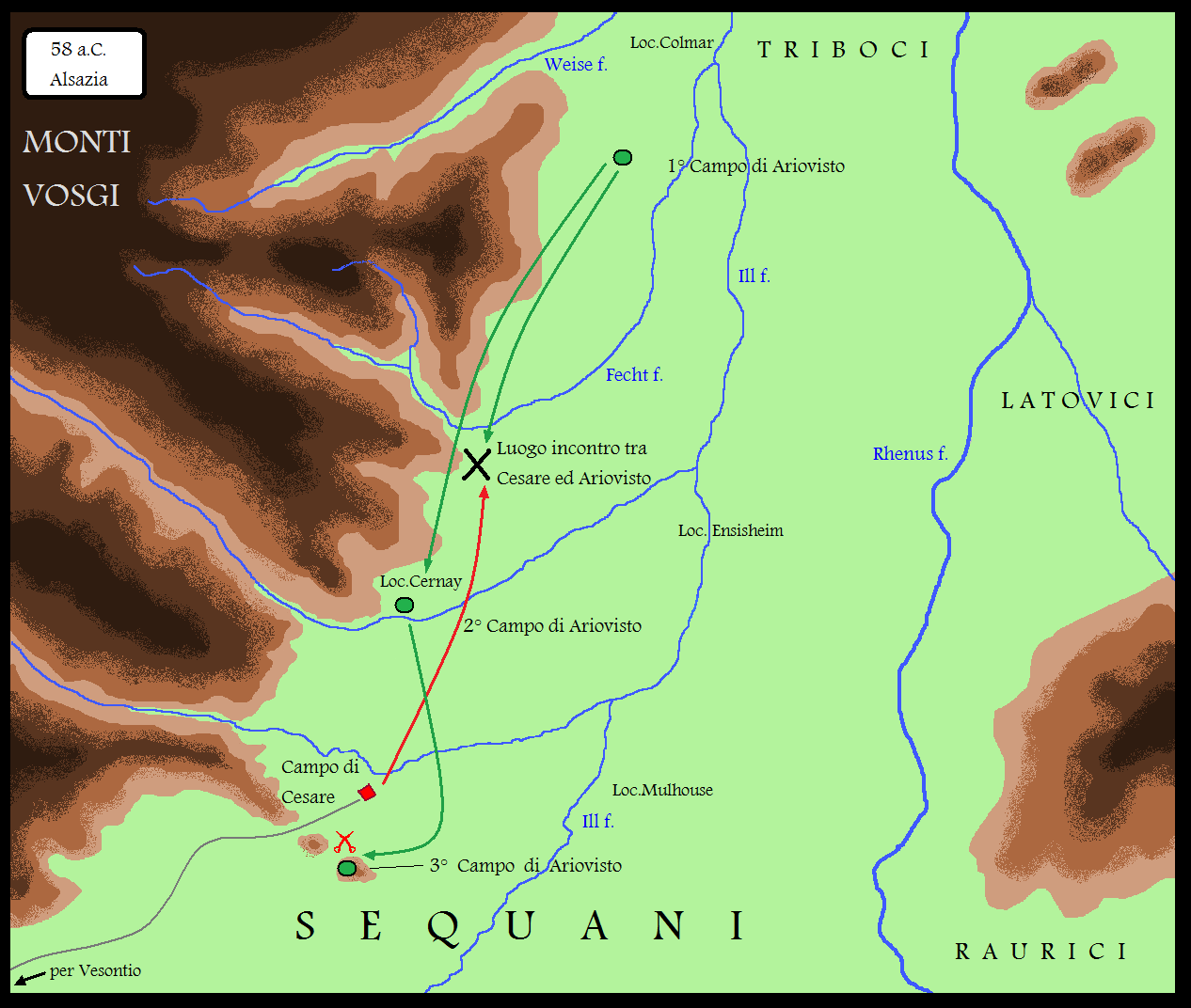
La campagna militare di Gaio Giulio Cesare in Alsazia contro Ariovisto nel 58 a.C.

Durante il breve soggiorno dell'esercito romano a Vesonzio, i guerrieri galli raccontarono ai legionari che i Germani erano di enorme corporatura, di incredibile valore e destrezza nelle armi, e che incutevano paura solo a guardarli. Questa fu l'unica volta in cui i legionari romani furono presi da scoramento, tanto che avrebbero abbandonato il loro comandante nel caso in cui avesse deciso di continuare la campagna militare contro Ariovisto. Ma Cesare non si fece prendere dallo sconforto e “sfidò” il suo esercito, dicendo loro che sarebbe andato incontro a quello germanico anche con la sola X legione, della cui fedeltà si proclamava certo; egli ricordò ai suoi che gli stessi Elvezi, battuti poco prima dall'esercito romano, avevano più volte combattuto contro i guerrieri germanici e li avevano vinti, e che i loro padri, sotto la guide del grande generale romano Mario, avevano sconfitto i germanici Cimbri e Teutoni. Toccate nell'orgoglio, le altre legioni decisero di non abbandonare il loro comandante vittorioso.

### Fase prima: Cesare ed Ariovisto cercano un improbabile accordo
Cesare poté riprendere la sua avanzata ai primi di agosto e, dopo sei giorni di marcia continua, fu informato dagli esploratori che l'esercito di Ariovisto si trovava a circa 24 miglia da loro (poco più di 35 km). Alla notizia dell'arrivo di Cesare, Ariovisto decise di inviare suoi ambasciatori per comunicare al generale romano la sua disponibilità ad un colloquio, da tenersi dopo cinque giorni. Cesare non rifiutò la proposta, pensando che Ariovisto potesse tornare sulle sue decisioni. Il luogo dell'incontro si trovava di fronte ad una grande piana, ai piedi di una collina abbastanza elevata, ed era equidistante dai campi dei due rivali (a circa 18 km da ognuno). Entrambi andarono all'appuntamento accompagnati da numerosi cavalieri, che nel caso di Cesare erano non esponenti della cavalleria gallica, ma di legionari montati della X, sua guardia del corpo personale e di cui si fidava completamente. Cesare li fece fermare a 200 passi dalla collina, ed altrettanto fece Ariovisto.
Per primo parlò Cesare e ricordò ad Ariovisto i benefici che lo stesso generale e la Repubblica romana gli avevano conferito l'anno precedente, definendolo rex atque amicus ("re ed amico") del popolo romano ed inviandogli ricchi doni. Cesare, in sostanza, gli chiese quanto i suoi ambasciatori in precedenza avevano già riferito al re germanico, e cioè che non facesse guerra agli Edui ed ai loro alleati, che restituisse gli ostaggi e che non permettesse che altri Germani attraversassero il Reno. A queste richieste Ariovisto replicò:
(Cesare, De bello Gallico, I, 44.)
Mentre il colloquio si stava svolgendo, alcuni cavalieri germani si accostarono alla collina e si lanciarono contro i Romani, gettandogli contro pietre e altri proiettili; Cesare troncò il colloquio e si ritirò. Il fallimento dell'incontro causò lo scontro decisivo, che avvenne in una piana ai piedi dei monti Vosgi, oggi compresa tra le città di Mulhouse e Cernay.

### Fase seconda: gli eserciti si "studiano"
Ariovisto per prima cosa spostò il suo campo base, avvicinandosi a quello di Cesare e portandosi a circa 6 000 passi (circa 9 km), dai 35–36 km a cui si trovava prima dell'incontro. Il giorno successivo, compiendo una marcia presumibilmente attraverso le foreste della zona, si accampò a soli 2 000 passi (circa 3 km) al di là di quello di Cesare, con l'obiettivo di tagliare al generale romano ogni possibile via di rifornimento delle vettovaglie che gli venivano portate dagli alleati Edui e Sequani. Da quel giorno, e per cinque giorni, vi furono continue scaramucce tra i due eserciti; in particolare, Ariovisto preferiva inviare contro il nemico la sola cavalleria, forte di 6 000 cavalieri e 6 000 fanti, assai veloci nella corsa:
(Cesare, De bello Gallico, I, 48, 4-7.)

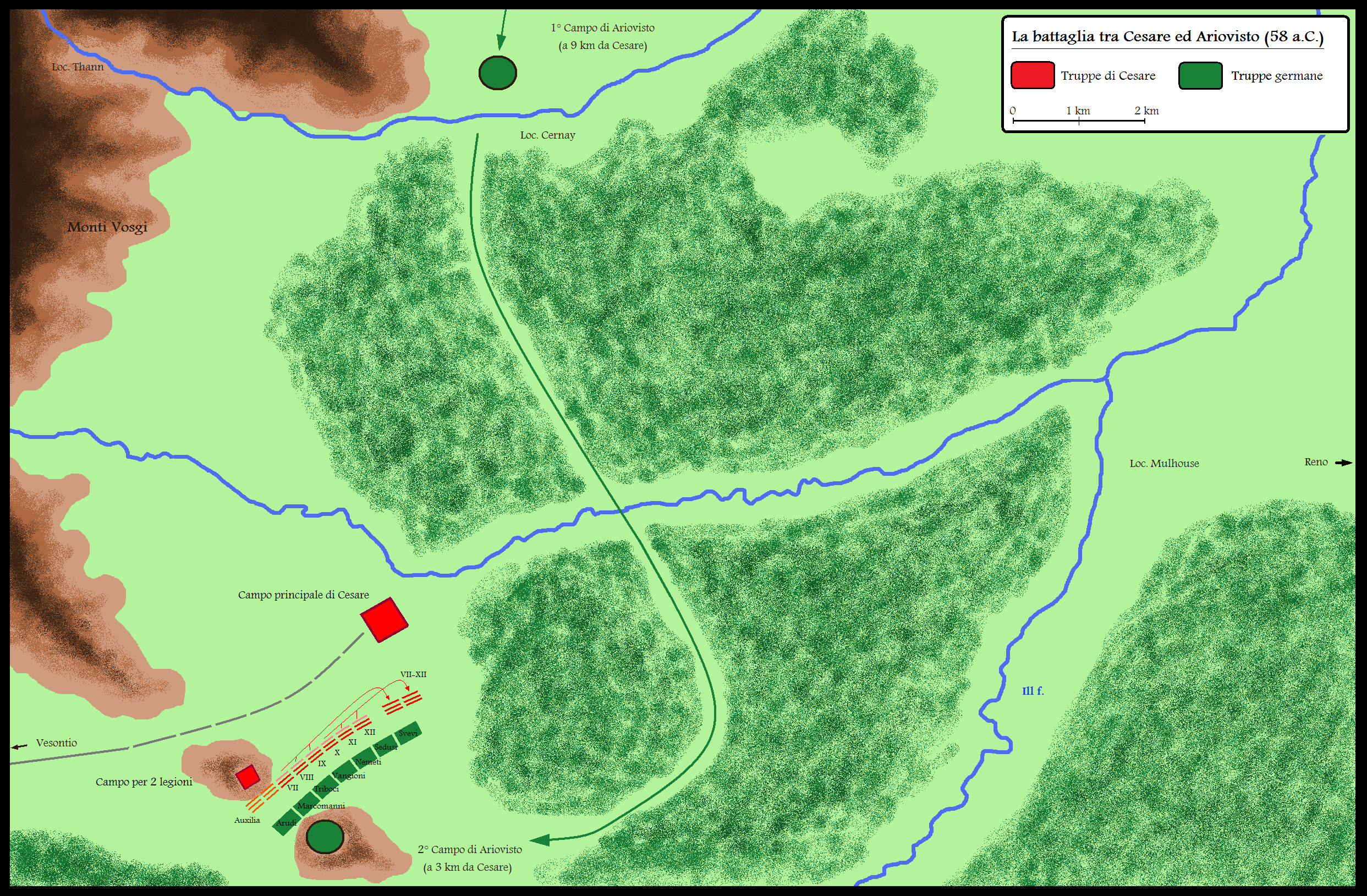
La battaglia tra Cesare ed Ariovisto presso Mulhouse del 58 a.C.

Dopo alcuni giorni di stallo tra i due eserciti, fu Cesare a provocare la battaglia. Decise infatti, per prima cosa, di far costruire un campo per due delle sue legioni (a soli 600 passi da quello del nemico), al fine di non essere più ostacolato da Ariovisto nelle operazioni di vettovagliamento. Mosse pertanto l'esercito, schierandolo in tre schiere e comandando che le prime due difendessero la terza, intenta a fortificare il nuovo campo. Ariovisto fu costretto a tentare di impedire la costruzione del nuovo castrum romano, così vicino al suo, inviando contro le armate romane 16 000 armati, ma senza fortuna. Cesare, portato a termine il nuovo campo, vi lasciò a guardia due legioni ed una parte delle truppe ausiliarie, mentre ricondusse nel grande campo le altre quattro legioni.

### Fase terza: lo scontro militare risolutivo
Il giorno seguente fu Ariovisto a prendere l'iniziativa, assaltando da mezzogiorno a sera il campo piccolo senza miglior fortuna del giorno precedente. Ma le sorti della guerra si decisero il giorno successivo, quando Cesare, schierate le sue truppe in modo che le ausiliarie fossero disposte di fronte al campo piccolo e poi, via via, le sei legioni su tre schiere, avanzò verso il campo di Ariovisto e lo costrinse a disporre le sue truppe fuori dal campo. Ariovisto ordinò l'esercito per tribù: prima quella degli Arudi, poi i Marcomanni, i Triboci, i Vangioni, i Nemeti, i Sedusi ed infine gli Svevi. Ogni tribù, poi, fu circondata da carri e carrozze, affinché non ci fosse la possibilità di fuga per nessuno: sopra i carri c'erano le donne, che imploravano i loro uomini di non abbandonarle alla schiavitù dei Romani. Cesare così racconta lo svolgimento della battaglia:
(Cesare, De bello Gallico, I, 52-53.)

## Conclusioni
I Germani furono sconfitti e massacrati dalla cavalleria romana mentre cercavano di attraversare il fiume, e lo stesso Ariovisto scampò a stento alla morte, riuscendo a guadare il Reno insieme a pochi fedeli.
Da questo momento Ariovisto scomparve dalla scena storica. Cesare, respingendo gli Svevi al di là del Reno, trasformò questo fiume in quella che sarebbe stata la barriera naturale dell'Impero per i successivi quattro-cinque secoli. Aveva, quindi, non solo fermato i flussi migratori dei Germani, ma salvato la Gallia Celtica dal pericolo germanico, attribuendo così a Roma, che aveva vinto la guerra, il diritto di governare su tutti i popoli presenti sul suo territorio.
Giunto ormai l'autunno, Cesare decise di acquartierare le legioni per l'inverno nel territorio dei Sequani: si trattava, di fatto, di un'annessione. Egli poteva ora tornare in Gallia cisalpina ad occuparsi degli affari di proconsole.

### Fonti primarie
- Appiano, Storia romana;
- Cesare, Commentarii de bello Gallico;
- Cassio Dione, Storia di Roma, libri XXXVIII-XL;
- Plutarco, Vita di Cesare;
- Gaio Svetonio Tranquillo, Vite dei Cesari, libro I;

### Fonti secondarie
- M. Cary, H. H. Scullard, Storia di Roma, vol. II, 2ª ed., Bologna, il Mulino, 1988, ISBN 88-15-02021-7.
- J. Carcopino, Giulio Cesare, traduzione di Anna Rosso Cattabiani, Rusconi Libri, 1993, ISBN 88-18-18195-5.
- M. Jehne, Giulio Cesare, traduzione di Alessandro Cristofori, il Mulino, 1999.
- edizione italiana a cura di Augusto Guida E. Horst, Cesare, Rcs Libri, 2000.
- Luciano Canfora, Giulio Cesare. Il dittatore democratico, Laterza, 1999, ISBN 88-420-5739-8.
- André Piganiol, Le conquiste dei Romani, Milano, 1989, ISBN 88-04-32321-3.
- Theodore Ayrault Dodge, Caesar, New York, 1989-1997, ISBN 0-306-80787-4.
- Peter Berresford Ellis, L'impero dei Celti, Casale Monferrato, 1998, ISBN 88-384-4008-5.
- Sheppard Frere, Britannia, cap. 2, Londra, 1998, ISBN 0-7126-5027-X.
- Andrea Frediani, Le grandi battaglie di Giulio Cesare, Roma, 2003, ISBN 88-8289-941-1.
- Theodor Mommsen, Storia di Roma antica, vol. V/1, Firenze, 1973.
- Lawrende Keppie, The making of the roman army, cap. 3, Oklahoma, 1998, ISBN 0-8061-3014-8.
- Adrian Keith Goldsworthy, The roman army at war - 100 BC/AD 200, Oxford, 1998, ISBN 0-19-815090-3.
- Erik Abranson e Jean-Paul Colbus, La vita dei legionari ai tempi della guerra di Gallia, Milano, 1979.